# Beaufortia kweichowensis
Cá bám đá Trung Quốc (tên khoa học Beaufortia kweichowensis) là một loài cá thuộc chi Beaufortia, trong họ Balitoridae, là loài bản địa các sông của Trung Quốc. Loài này được đặt danh pháp là Beaufortia kweichowensis bởi Fang năm 1931. Beaufortia kweichowensis được tìm thấy ở các vùng suối chảy nhanh ở cao nguyên và suối nội địa ở Trung Quốc.
Loài cá này cần lượng oxy cao, chúng cần nơi sống có nước chảy mạnh và có nhiều nơi trú ẩn.
Chúng có chiều dài đến 7,5 cm. Chúng là loài chiếm lãnh địa riêng và sẵn sàng tấn công bảo vệ lãnh địa bị kẻ khác xâm phạm.